# Новозабірка
Новозабі́рка (рос. Новозаборка) — присілок у складі Білозерського району Курганської області, Росія. Входить до складу Боровської сільської ради.
Населення — 59 осіб (2010, 80 у 2002).
Колишня назва — Новозабірський.